# KkStB 30 sorozat
A kkStb 30 sorozat egy speciálisan városi forgalomra, a Wiener Stadtbahnnak gyártott szertartályos gőzmozdony-sorozat volt.

## Története
Miután 1892-ben döntöttek a Bécsi Városi Vasút építéséről, Karl Gölsdorfot megbízták egy városi forgalomra alkalmas mozdony tervezésére. Követelmény volt, hogy a mozdony képes legyen a szűk ívekben haladni, jól gyorsuljon a kis távolságban lévő megállók között.
Az első 30 sorozatú (1'C1' n2vt) mozdonyt 1895-ben vette át a kkStB. A próbamenet során 97 km/h sebességet ért el és nyugodt volt a futása. A megengedett sebességét 60 km/h ban határozták meg. A második próbamozdonyon néhány változtatást eszközöltek. Módosították a kerekek elrendezését, a vezérlést, ami jobban megfelelt a  hátramenetnek és egyszerűbbé tette a tömeggyártást. 1901-ig összességében 113 mozdonyt gyártottak 30.01-99 és 130.01-14 számokon, ez utóbbiakat később 30.101-1014 re változtatták. 62 mozdony a Bécsi Városi Vasúthoz került, egy a Niederlindewiese-Barzdorf Österreichisch-Schlesien-i helyi vonalra, a többi a kkStB-hez.
A városi vasút mozdonyai elején akkoriban a megállók jelei voltak elhelyezne, amint az napjainkban a villamosokon és metrókon megszokott.
Az első világháború után  a 30-as sorozat megmaradt mozdonyai mind Ausztriában maradtak. A gőzüzemű városi vasúti leállítása után a mozdonyok főként a bécsi és linzi Vasútigazgatóságok területén voltak találhatók, de néha még Villach és Innsbruck területén is használták őket. Ám leginkább Bécs környékére voltak jellemzőek. Az 1930-as években 13 db-ot eladtak a Graz-Köflacher Eisenbahn-nak.
A Deutsche Reichsbahn, (DRB) 1938-ban még 32 mozdonyt számozott át a 90.1001-1032 pályaszámokra. Még jött később az 1033-as számú mozdony, de nem volt 1005. A második világháború végén 8 mozdony maradt Hieflauban, amit az Osztrák Szövetségi Vasutak vett át a meglévő pályaszámokkal 1953-ban és 1957-ig selejtezték őket. A többi mozdony a szovjet zónában maradt hadizsákmányként (erre utal a mozdony pályaszáma előtti T betű) és 1953-ig selejtezték őket. Anélkül, hogy az ÖBB besorolta volna őket.
A Strasshofi Vasútmúzeumban lévő 30.33 pályaszámú mozdony 1934-ben vásárolta a GKB és 1960-ban selejtezték. Ezen kívül a 30.109 és 30.104 pályaszámú mozdonyok is múzeumi védelem alatt állnak.

## A sorozat megőrzött mozdonyai
| Pályaszám | Gyártási év | Állapot           | Tulajdonos / Helye                                                         |
| --------- | ----------- | ----------------- | -------------------------------------------------------------------------- |
| 30.33     | 1897        | Üzemképes         | Technikai Múzeum Bécs / Vasútmúzeum Strasshof                              |
| 33.109    | 1900        | Üzemképtelen      | Magántulajdonban B & B Dampflokomotiven BetriebsgesmbH / Strasshof Fűtőház |
| 33.104    | 1901        | Hóekének átépítve | Vasútmúzeum Strasshof                                                      |

## Fordítás
- Ez a szócikk részben vagy egészben  a   kkStB 30 című német Wikipédia-szócikk fordításán alapul.  Az eredeti cikk szerkesztőit annak laptörténete sorolja fel. Ez a jelzés csupán a megfogalmazás eredetét és a szerzői jogokat jelzi, nem szolgál a cikkben szereplő információk forrásmegjelöléseként.